# Mohideen Baig
Mohideen Baig (1919-1991) fue un cantante y músico de Sri Lanka nacido en la India, un notable intérprete conocido sobre todo por su estilo musical devocional budista, que hasta la fecha sigue teniendo popularidad. Se trasladó a Sri Lanka desde Salem, Tamil Nadu a Sri Lanka, fue considerado como una figura de gran influencia multicultural y multi-religiosa en la historia de las artes del país. Baig fue seguido por la industria musical por su hijo Ishak, que también logró tener éxito considerable, aunque no tan bien reconocido como su padre. Baig ha interpretado sus temas musicales a dúo con H. R. Jothipala, G.S.B. Rani Perera, Latha Walpola, Sujatha Attanayake y Jamuna Rani entre otros. También fue el único intérprete de Sri Lanka que cantó a dúo con Lata Mangeshkar.

## Biografía
Baig nació en Tamil Nadu, India y emigró a Sri Lanka en 1932, la grabación de su primera canción fue "Karuna Muhude Namu Gileela", que la cantó a dúo con K. Rajalakshmi en 1934. Debutó como cantante de playback en 1947 en la segunda película cingaleses titulado "Ashokamala".
Baig alcanzó fama con canciones como Buddhang Saranang, Maya, Girihel Mudune, Adara Nadiya Gala, Pem Mal Mala, Wella Simbina Rella, Anna Sudo, Thaniwai Upanne y Loke Sihinayak Wageya. Su popularidad lo llevó para presentarse en eventos distinguidos como en la primera ceremonia del Día de la Independencia del país. En 1956, el primer ministro S.W.R.D. Bandaranaike le otorgó a Baig la ciudadanía.
Baig ganó el Premio Kalachuri en 1983 y nuevamente en 1987. 